# 6 Pułk Piechoty (Imperium Rosyjskie)

Twierdza Modlin: schemat przedstawiający rozmieszczenie głównych obiektów w 1915 (przedstawione są także obiekty obecnie nieistniejące)

6 Lipawski Pułk Piechoty Księcia Fryderyka Leopolda Pruskiego (ros. 6-й пехотный Либавский Принца Фридриха-Леопольда Прусского полк) – pułk piechoty okresu Imperium Rosyjskiego.

## Charakterystyka
Sformowany 16 maja 1803, rozformowany w 1918. Stacjonował między innymi w m. Modlin.  Nosił nazwy: pułk piechoty ks. Karola pruskiego (1822–1857).
Pułk brał udział w działaniach zbrojnych epoki napoleońskiej, a także działaniach zbrojnych okresu I wojny światowej.

 W przededniu I wojny światowej pułk etatowo posiadał cztery bataliony po cztery kompanie oraz kompanię tyłową. Kompania piechoty czasu wojny liczyła około 240 żołnierzy i 4–5 oficerów. Na szczeblu pułku występował także pododdział karabinów maszynowych (8 km), łączności (w tym 14 konnych gońców i 21 telefonistów) i zwiadowczy (64 zwiadowców, w tym 4 kolarzy). W sumie pułk liczył około 4000 żołnierzy.

## Podporządkowanie
Lipiec 1914:
- 23 Korpus Armijny – Warszawa
  - 2 Dywizja Piechoty – Modlin
    - 1 Brygada Piechoty – Modlin
      - 6 Lipawski pułk piechoty – Modlin